# 广西崖爬藤
广西崖爬藤（学名：Tetrastigma kwangsiense）是葡萄科崖爬藤属的植物，为中国的特有植物。分布在中国大陆的广西等地，生长于海拔400米至500米的地区，多生在山谷林中以及荫处，目前尚未由人工引种栽培。
种加名 kwangsiense 意为“广西的”。